# ناحیه تمنراست
ناحیه تمنراست (به عربی: دائرة تمنراست) یک ناحیه در الجزایر است که در استان تمنراست واقع شده‌است. ناحیه تمنراست ۱۳۱٬۱۵۱ کیلومتر مربع مساحت و ۹۶٬۸۴۳ نفر جمعیت دارد.